# 김성민 (2001년생 축구 선수)
김성민(한국 한자: 金成玟, 2001년 4월 13일~)은 대한민국의 축구 선수로, 현재 FC 서울에서 수비형 미드필더로 활동 중이며, 이강인, 서요셉, 이태석 등과 함께 날아라 슛돌이 3기 멤버로 활동하기도 했다.

## 클럽 경력

### FC 서울
FC 서울 아카데미 소속팀인 오산중학교, 오산고등학교를 거쳐 이태석의 동생 이승준과 함께 FC 서울에 우선 지명되며 공식 입단했다.

## 참고 자료
- 춘계고등연맹전 - 오산고 김성민“친구 이강인 보며 분발"[깨진 링크(과거 내용 찾기)]